# Coryphaenoides delsolari
Coryphaenoides delsolari är en fiskart som beskrevs av Chirichigno F. och Iwamoto, 1977. Coryphaenoides delsolari ingår i släktet Coryphaenoides och familjen skolästfiskar. Inga underarter finns listade i Catalogue of Life.